# Microsphinx
Microsphinx is een geslacht van vlinders uit de onderfamilie Macroglossinae van de familie pijlstaarten (Sphingidae).

## Soorten
- Microsphinx pumilum (Boisduval, 1875)